# Descente infernale
La Descente Infernale est une course de caisses à savon organisée chaque année au centre-ville de Bourges.
La première édition s'est déroulée le 27 juin 2015.

## Organisation
La course se déroule en trois séances. Les participants peuvent d'abord reconnaître le tracé durant une séance d'essais libres. La compétition commence lors de la seconde manche, les essais qualificatifs déterminant les conditions de départ et de déroulement de la manche suivante. La course se joue dans la troisième séance, la finale, les temps des participants étant modulés avec des bonus (votes de style, de popularité). Des écrans géants permettent aux spectateurs d'observer l'intégralité du tracé, ainsi que des commentaires et affichages en temps réel du classement. La voie publique est adaptée avec des dispositifs de sécurité (bottes de paille, plots, barrières) pour permettre aux spectateurs de s'approcher de la piste. Les caisses à savon doivent remplir un cahier des charges spécifique :
- longueur maximale de 3 m[1] ;
- largeur maximale de 2,2 m ;
- hauteur maximale de 2 m ;
- garde au sol maximale de 20 cm ;
- masse maximale (pilote·s compris) de 280 kg[2] ;
- système de freinage ;
- système de direction.

## Tracé
La course emprunte une des avenues principales de Bourges, la rampe Marceau, offrant un tracé sinueux avec une forte déclivité. La course est ponctuée d'obstacles. L'édition 2017 propose pour la première fois un tracé multiple au choix des pilotes. La longueur du tracé est supérieure à 400 m.

## Participants
Les différentes équipes sont inscrites dans trois catégories :
- une pour les particuliers ;
- une pour les étudiants/scolaires ;
- une pour les entreprises.

Les équipes sont libres de choisir leur numéro.

## Chiffres
| Année | Équipes | Spectateurs                        |
| ----- | ------- | ---------------------------------- |
| 2015  | 75      | 12 000                             |
| 2016  | 93      | 14 000                             |
| 2017  | 100     | 15 000                             |
| 2018  | 73      | inconnu                            |
| 2019  | 79      | 15 000                             |
| 2020  | -       | annulée (Crise sanitaire du Covid) |
| 2021  | -       | annulée (Crise sanitaire du Covid) |
| 2022  | -       | annulée (Crise sanitaire du Covid) |
| 2023  | 54      | inconnu                            |